# Подводная котловина
Подво́дная котлови́на, также океани́ческий бассе́йн — замкнутое понижение дна океана с глубинами не менее 3500 м[страница не указана 627 дней], обычно имеющее изометрические (округлые) очертания. Различают котловины переходной зоны и котловины ложа океана.
Крупнейшими подводными котловинами считаются Южно-Тихоокеанская, Северо-Американская и Северо-Африканская котловины.

## Список подводных котловин

### Атлантический океан
- Котловина Агульяс — частично в Индийском океане
- Ангольская котловина
- Аргентинская котловина
- Бразильская котловина
- Венесуэльская котловина
- Гвианская котловина
- Гвинейская котловина
- Котловина Зеленого мыса
- Западно-Европейская котловина
- Иберийская котловина
- Испанская котловина
- Канарская котловина
- Капская котловина
- Колумбийская котловина
- Мексиканская котловина
- Лабрадорская котловина
- Лофотенская котловина
- Ньюфаундлендская котловина
- Котловина Сьерра-Леоне
- Северо-Американская котловина
- Северо-Африканская котловина
- Юкатанская котловина
- Южно-Антильская котловина

### Индийский океан
- Австрало-Антарктическая котловина
- Агульяс котловина
- Аденская котловина
- Амстердамская котловина
- Андаманская котловина
- Амирантская котловина
- Аравийская котловина
- Африканско-Антарктическая котловина — частично в Атлантическом океане
- Западно-Австралийская котловина
- Кокосовая котловина
- Коморская котловина
- Красноморская котловина
- Котловина Крозе
- Котловина Кювье
- Котловина Натуралиста
- Мадагаскарская котловина
- Маскаренская котловина
- Мозамбикская котловина
- Оманская котловина
- Северо-Австралийская котловина
- Сомалийская котловина
- Транскей котловина
- Центральная котловина (Индийский океан)
- Южно-Австралийская котловина

### Северный Ледовитый океан
- Котловина Амундсена
- Гренландская котловина
- Канадская котловина
- Котловина Макарова
- Котловина Менделеева
- Лофотенская котловина
- Котловина Нансена
- Норвежская котловина
- Котловина Подводников

### Тихий океан
- Гватемальская котловина
- Котловина Беллинсгаузена
- Восточно-Австралийская котловина
- Восточно-Марианская котловина
- Восточно-Каролинская котловина
- Западно-Марианская котловина
- Западно-Каролинская котловина
- Коралловая котловина
- Меланезийская котловина
- Новокаледонская котловина
- Панамская котловина
- Перуанская котловина
- Северо-Восточная котловина
- Северо-Западная котловина
- Северо-Фиджийская котловина
- Тасманская котловина
- Филиппинская котловина
- Центральная котловина (Тихий океан)
- Чилийская котловина
- Южная котловина
- Южно-Фиджийская котловина